# GP Betonexpressz 2000
GP Betonexpressz 2000 was een eendagswielerwedstrijd in Hongarije die voor het eerst werd verreden in 2007. De wedstrijd maakte deel uit van de UCI Europe Tour in de categorie 1.2. De laatste editie werd verreden in 2011.

## Podiumplaatsen
| Jaar | Eerste            | Tweede            | Derde             |
| 2007 | Žolt Der          | Lukas Goč         | Mladen Mirkovic   |
| 2008 | Péter Kusztor     | Gabor Kasa        | Ivan Stević       |
| 2009 | Gergely Ivanics   | Werner Faltheiner | Tamás Lengyel     |
| 2010 | Hrvoje Miholjevic | Gergely Ivanics   | Andrej Omulec     |
| 2011 | Martin Schöffmann | Patrik Tybor      | Krisztian Lovassy |